# Augustinerkloster Hallein

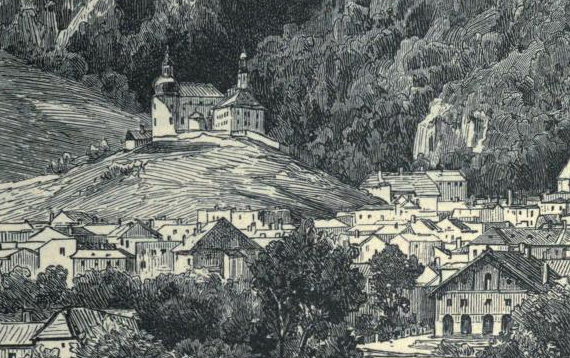
Hallein mit dem Augustinerkloster (auf dem Georgsberg)

Das Augustinerkloster Hallein lag auf dem Georgsberg in der Stadt Hallein im Land Salzburg. Das Kloster wurde 1682 von Erzbischof Max Gandolf von Kuenburg gegründet und von Augustiner-Eremiten besiedelt. Das Kloster gehörte der Salzburger-Tiroler Provinz der österreichischen Augustiner an. Im Zug der Säkularisation wurde das Kloster 1810 aufgelöst. Die Gebäude wurden durch einen Brand 1943 beschädigt und 1962 zugunsten der Errichtung eines Schulgebäudes abgetragen.

## Geschichte
Auf dem Georgsberg in Hallein stand, wie aus einem Urbareintrag des Stiftes St. Peter von 1230 hervorgeht, seit dem 13. Jahrhundert eine Kirche oder Kapelle (Aput montem S. Georgii). In den Urkunden des Salzburger  Bürgerspitals wird 1347 eine Stiftung erwähnt, gemäß der Altman der Smid, Bürger von Hallein vermacht der Kirche sand Kathrein auf sand Georgiperck 30d. Die Kirche war damals also der Hl. Katharina geweiht, 1465 wird sie in einem Ablass des Bischofs Rudolf von Lavant als Capella S. Georgii in monte S. Georgii bezeichnet. Von diesem Vorgängerbau zeugt nur eine Federzeichnung von 1632 (Statt Hällein, nach der Persepctivae) des Johann Faistenauer, auf der eine gotische Kirche mit spitzem Turm auf dem Georgsberg und die hinaufführende Treppe zu erkennen sind.
Als erster hatte Erzbischof Wolf Dietrich 1604 die Absicht, unter Führung des Augustinerordens ein Klösterl für 7 oder 8 Personen mit wenigsten 4 Priestern wie zu Mülln in Hallein zu errichten. Diese Idee wurde vorerst nicht verwirklicht. Aber 1650 wurde den Augustinern das Vikariat auf dem Dürrnberg, bzw. die Vikariats- und Wallfahrtskirche Dürrnberg, übertragen. 1661 kauften sie für die Georgskirche das alte „Positiv“ (Orgel), eines der zwei Orgel-Instrumente der Dürrnberger Kirche, an und bezahlten dafür 24 Gulden. Dann baten sie Erzbischof Paris von Lodron um Erlaubnis, ein Clösterl oder Conventus formatus zu gründen, zugleich suchten sie wegen des Platzmangels bei der Dürrnberger Kirche um Vereinigung mit der Kirche auf dem Georgsberg nach.
Dieser Wunsch wurde ihnen 1682 durch Kardinal-Erzbischof Max Gandolf von Kuenburg erfüllt, der für die Gründung des Augustinerklosters 16.000 Gulden stiftete und die Georgskirche dem Kloster inkorporierte. Das Kloster sollte die Rekatholisierung im Salzburger Land vorantreiben, wo sich die Lehren der sogenannten Glaubenserneuerer insbesondere unter den Bergleuten in Hallein und auf dem Dürrnberg verbreitet hatten (→ Deferegger und Dürrnberger Exulanten).
Hier begannen die Mönche mit dem Bau ihres Klosters, das quer an die bestehende Kirche anstieß. 1683 wurde mit dem Bau einer neuen barocken Kirche im Osten des Klosters und an der gleichen Stelle wie die alte Kirche begonnen. Den Plan hierzu arbeitete Pater Nicolaus Schluderpacher aus. Am 15. Oktober 1702 fand die Weihe der neuen Klosterkirche statt. Diese war damit aber keineswegs vollendet, sondern es finden sich im ganzen 18. Jahrhundert Rechnungen über die Ausstattung der Kirche (1703 Altarblätter, 1704 Kirchenstühle, 1727 Entwurf für den Hochaltar, 1774 Seitenaltäre, 1770 Kanzel, 1776 Orgel). Kunstwerke wurden von den Malern Johann Jacob Schemberger und Johann Michael Greiter, dem Steinmetz Johann Doppler und dem Bildhauer Johann Georg Hitzl erstellt.
Das Kloster war nicht besonders reich, sein Besitz wurde aber immer wieder durch Stiftungen vermehrt: So stiftete ein Wolfgang Päbinger den Wetzergartten, der gegen Osten an die Stiegen auf St. Georgen, gegen Süden an den Clostergartten anstößt, 1732 dem Kloster oder Abt Placidus von St. Peter in Saltzburg, hf Geheimer Rat, verleiht dem Kloster und Konvent zu St. Georgen Ordinis Eremitorum Sancti Augustini ob Hällein, das Erbrecht am Gut Egg oberhalb St. Georgen, das dem Johann Kämbl gehörte, der von diesem Gut aus Glaubensgründen emigriert war.
Zum Kloster und der Kirche auf dem Georgsberg gelangte man vom Süden her über einen Weg, vom Westen aber führte die berühmt gewordene barocke rotmarmorne Freitreppe zur Kirche, die zwischen Brüstungsmauern und Kapellen errichtet wurde. Kloster und Kirche waren in Form eines „T“s zusammengebaut. In der Mitte des viergeschoßigen Klostergebäudes begann die Westempore der Kirche. Zu dem Kloster, dessen Grundmauern zwei Stockwerke unter dem Kirchengebäude begannen, gehörten ein Küchen- und Obstgarten, ein Sommerhaus und eine Kegelbahn. Im Wirtschaftstrakt befanden sich die Bierbrauanlagen mit einem Sudhaus, einem Bräumeisterstüberl im ersten Stock sowie ebenerdige Keller- und Lagerräume. Im Norden schloss sich noch ein Priorgarten an, der mit einem Brunnen, Zierbeeten und einer kleinen Kapelle ausgestattet war. Im ersten Stock und damit auf Höhe der Kirche befanden sich im Nordteil das Refektorium und im Südteil die Bibliothek. Dazwischen lag die Sakristei mit einer kleinen Bruderschaftskapelle. Das oberste Stockwerk beherbergte die Räume des Priors sowie die Zellen der Augustinermönche.
Die Kirche soll eine der prächtigsten Barockkirchen des Tennengaus gewesen sein. Sie wurde von einer Dreiviertelkuppe und einer achtseitigen Laterne gekrönt. Das Langhaus war dreijochig und an es waren zwei Seitenkapellen angebaut. Ein eingezogener Triumphbogen trennte Langhaus und Chor. Eine darunter liegende Krypta war nur von außen erreichbar. Die Stuckausstattung stammte von 1700. Die Decke war durch stuckierte Gurte unterteilt, zwischen denen Deckengemälde aus dem Leben Christi sowie der Apostel und Evangelisten dargestellt waren. Licht kam durch oben gelegene breitovale Fenster sowie rechteckige Fenster, die zwischen den Pilastern des Langhauses eingesetzt waren. Die Westempore war bereits in das Klostergebäude einbezogen und durch einen heruntergezogenen Spannbogen vom Langhaus getrennt. Eine kleine Orgelempore mit der Orgel von Egedacher befand sich oberhalb eines geschmiedeten Gitters, das 1775 von einem Halleiner Meister angefertigt worden war. Das Hochaltarbild zeigte den Heiligen Georg auf einem Schimmel reitend, der über zwei Drachen hinweg springt. Die marmornen Altäre der Seitenkapellen waren Maria und Josef geweiht, das eine Altarbild zeigte die Madonna mit Ordensheiligen bzw. den Tod des Josef. Die Altäre waren reich mit Heiligenfiguren ausgestattet. Hinter den Altarbildern standen Heilige Leiber mit reich bestickten Seidengewändern, die zu Festzeiten durch Abnehmen der Altarbilder den Gläubigen gezeigt wurden.
Im Jahr 1810 erfolgte die Säkularisation des Klosters. 1811 zog das Pfleggericht Hallein, das spätere Bezirksgericht, in das Kloster ein. Der letzte Mönch starb 1815. Die Kirche wurde 1850 der Benediktinerabtei Michaelbeuern zugesprochen.

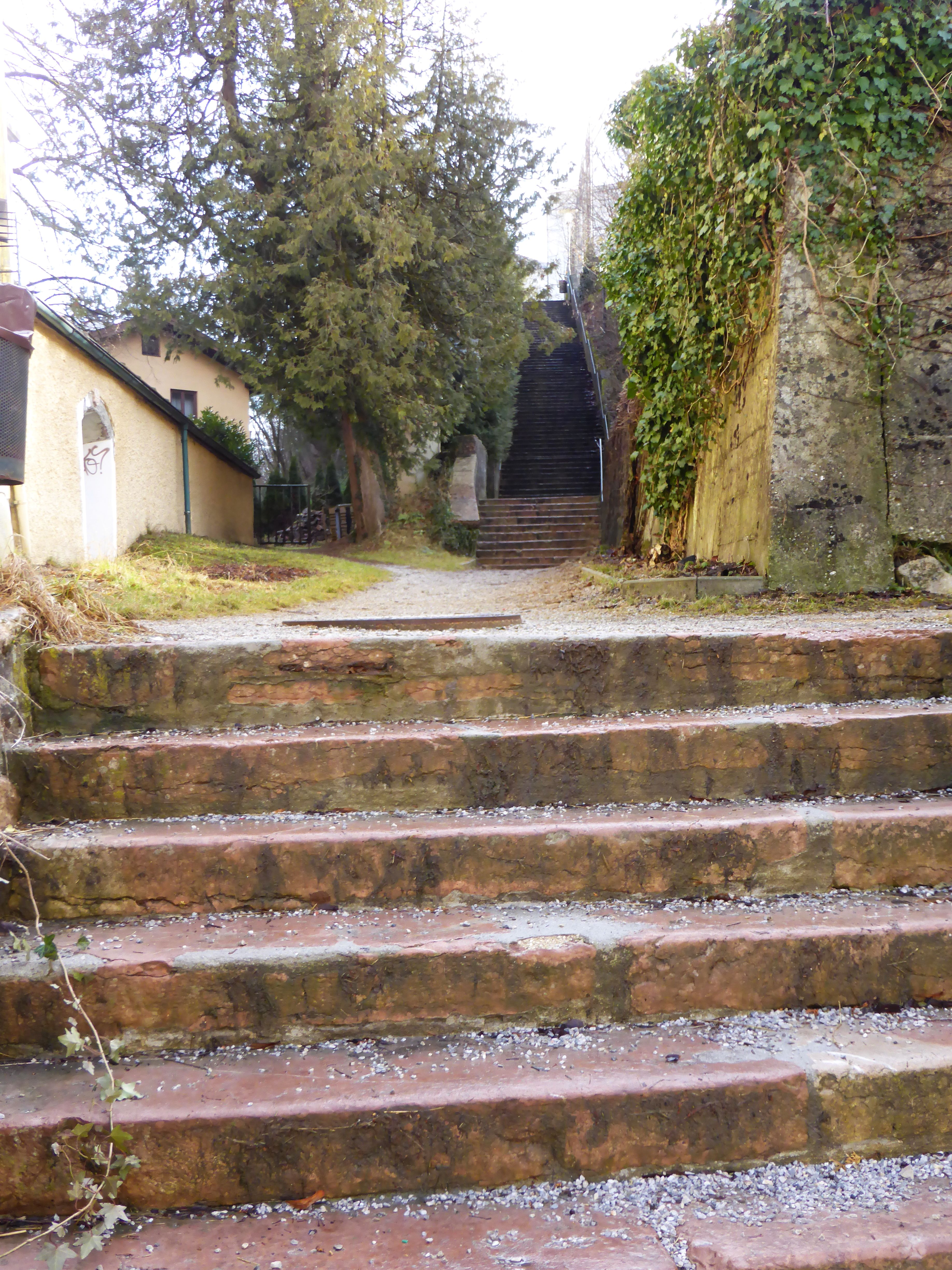
Rest der ehemaligen Stiegenanlage zum Augustinerkloster

### Ende des Klosters und der Kirche auf dem Georgenberg
In der NS-Zeit sollte in dem Kloster ein Heim für die Hitlerjugend entstehen. Der planende Architekt Otto Strohmayr sah in dem ehemaligen Kloster sog. „Scharräume, Führerräume, Werkstätten und einen Appellflur vor“; in der ehemaligen Klosterkirche sollte „die neue Feierhalle der HJ ihren Platz finden“.
Am 22. März 1943 brach im südlichen Klostertrakt, der damals als Gefängnis für Kriegsgefangene genutzt wurde, ein Brand aus. Der Brand erfasste durch Funkenflug auch die Stadtpfarrkirche und die Kreuzwegstationen auf der alten Dürrnbergstraße. Die Schäden in den zumeist mit Holzschindeln bedeckten Gebäuden waren beträchtlich. Allerdings zeigen die Bilder nach dem Brand, dass Kloster und Kirche keineswegs völlig vernichtet waren. Der Brand hatte den Dachstuhl des Klosters und der Kirche zerstört. Das aus Holz konstruierte Gewölbe stürzte herunter, die Kirchenbänke und die Wanddekorationen wurden jedoch nicht beschädigt. Das Dach der Chorkuppel blieb bestehen, allerdings setzten herabstürzende Balken den Hochaltar in Brand und vernichteten auch das große Hängekruzifix, das vom Chorbogen herabhing. Die beiden Seitenkapellen blieben völlig intakt. Ebenso die Seiten des Langhauses mit Kanzel, Orgelempore und Rokokoschmiedegitter. Auch die Kunstschätze der Kirche (Putten und Heiligenfiguren, Leuchter, Tabernakel, Kanontafel, Reliquienskelette der Seitenaltäre, Schmiedeeisengitter der Seitenkapellen).
Von den Kunstschätzen gingen einige nach Michaelbeuern, ein Teil verschwand wohl durch Diebstahl, da die Brandruine nicht abgesichert war. Nur die Räume des Klosters mit dem Bezirksgericht wurden mit einem flachen Notdach gedeckt, während in der Kirche lose Architekturteile durch Sprengung entfernt wurden. Das Kirchengebäude bestand als Ruine weiter. Das Bezirksgericht übersiedelte zuerst in die Bahnhofsnähe und dann nach der Errichtung eines Amtsgebäudes in der Schwarzstraße (1956 bis 1958).
1959 erwarb der Verein Realgymnasium Hallein die Ruinen des Klosters für einen Schulneubau. 1962/1963 begann man mit den Abbrucharbeiten, die erst den enormen Bestand der Klostergebäude sichtbar machten. Nach Plänen des Architekten Wilhelm Hubatsch wurde das Schulgebäude mit einer glatten Fassade und einer großen Fensterfront Richtung Stadt errichtet. Eine Schulerweiterung wurde von Franz Huber 1987 geplant und 1990–1993 umgesetzt. Dabei wurden die Flachdächer durch abgewalmte Steildächer mit Kupfereindeckung ersetzt und die Fensterbänder durch Einzelfenster mit Sprossen erneuert; zwei Stiegenhaustürme gliedern heute die frühere gleichförmige Fassade. Heute befinden sich hier das Bundesgymnasium und Bundesrealgymnasium Hallein.
Der Großteil der barocken Treppe auf den Georgsberg ist im Zuge der Abbrucharbeiten verschwunden, nur am Fuß des Georgsberges ist ein kleines Stück der Freitreppe noch erhalten. Zurzeit bemüht sich der Verein Klosterstiege um einen Wiederaufbau, scheitert im Moment aber an Einsprüchen eines Anrainers.